# Luszowice
Pour l’article homonyme, voir Luszowice (Dąbrowa).
Luszowice est un village de 1 800 habitants du sud de la Pologne.
Le village est situé dans la gmina (commune) de Chrzanów dans la powiat de Chrzanów dans la voïvodie de Petite-Pologne.